# Castello di Zumelle
Il castello di Zumelle si trova in provincia di Belluno, presso l'abitato di Tiago, nel comune di Borgo Valbelluna, in Provincia di Belluno.
Simbolo del territorio zumellese, è il meglio conservato di tutta la Valbelluna.

## Storia
Sembra che un primo nucleo di Zumelle, cioè una torre di avvistamento, fosse stato completato già nel 46-47d.C., quando i Romani si accingevano a consolidare la loro influenza nella zona della Valbelluna, conquistata nel I secolo a.C..
La costruzione si ergeva in posizione strategica e ben difendibile, su una rupe a strapiombo sul torrente Terche, per controllare i transiti di un'arteria stradale che giungeva dalla pianura attraverso il passo di Praderadego, forse la via Claudia Augusta Altinate o, più probabilmente, una sua variante.
All'epoca delle invasioni barbariche il castello divenne il perno del sistema difensivo locale, che aveva il compito di garantire i collegamenti tra Feltre e Ceneda.
Secondo la leggenda le fortificazioni, ridotte ormai a rovine, furono rifondate da Genserico, uomo fidato di Amalasunta, regina degli Ostrogoti. Fuggito in seguito all'assassinio della sovrana, Genserico prese in moglie l'ancella Eudosia e si stabilì presso la nuova fortezza. Dal suo matrimonio sarebbero nati due gemelli, donde il toponimo Zumelle.
Per tutto l'Alto Medioevo, il castello fu coinvolto in sanguinose lotte feudali. La miccia fu innescata quando nel 737 Liutprando, re dei Longobardi, fece il vescovo cenedese Valentino signore di Zumelle con le corti di Valmarino, Serravalle, Fregona, Reganzuolo, Cordignano, Cavolano e Formica. La cosa scatenò una controversia con Giovanni, il bellicoso vescovo-conte di Belluno, che già controllava queste terre.
Nel 1032 il castello era feudo del barone Adelfredo, che lo trasmise alla figlia Adelaide, per giungere, intorno alla metà del XII secolo, nelle mani della contessa Sofia da Colfosco, maritata a un nobile da Camino.
Ricostruito nel 1311 su ordine dell'imperatore Enrico VII da Rizzardo da Camino, signore di Treviso, Belluno e Feltre, il castello fu dato dalla Repubblica di Venezia alla famiglia patrizia Zorzi assieme al contado, in cambio di Meleda e Curzola, perse nel 1358. Col castello gli furono date anche diciannove ville. Ebbe l’obbligo di pagare due torce all'anno alla Basilica, ciascuna del peso di 10 libbre, di tenere un vicario, di amministrare giustizia e di tenere quattro stipendiati nel castello. 
Il 29 Gennaio 1596 il Castellano di Zumelle Alvise, figlio di Piero, fece un’arringa nel Consiglio dei X in favore dei Zumellesi in una lite tra Zumelle e Belluno. Vinta la causa, ordinò una gran festa, che durò molti giorni.
Durante la guerra di Cambrai nel 1510 il castello fu saccheggiato.
L'arrivo delle armi da fuoco e la pace seguita alla conquista della Serenissima avevano fatto perdere valore al castello, la cui proprietà era stata concessa, già nel ’400, ai conti Zorzi. Ad essi seguirono nel 1720 i conti Gritti.  In seguito fu abbandonato e cadde in rovina. Nel 1872 il Comune di Mel lo acquistò in un’asta pubblica per adibirlo a uso rurale. 
Tra gli anni 1960 e 1980 il castello fu restaurato, poiché era comunque l'unico castello, tra circa venti esistenti in Val Belluna, ad essere rimasto quasi indenne da distruzioni o ricostruzioni nel periodo veneziano. Ad oggi si presenta ben conservato, con un fossato scavato nella roccia; al suo interno si erge il mastio del XI sec. e la cappellina di San Lorenzo, edificata su un precedente sacello bizantino, con un sarcofago e delle sepolture. 
Il castello di Zumelle è raggiungibile in auto ed è stato ripristinato con una locanda e un ristorante in stile medievale a scopo turistico. L'ingresso è a pagamento. Il suo riutilizzo fa capire meglio l'importanza che ebbe nella storia del Veneto Nord-Orientale durante l'alto Medioevo.

### La leggenda
Al castello è legata una leggendaria vicenda, riportata dallo storico bellunese Giorgio Piloni.

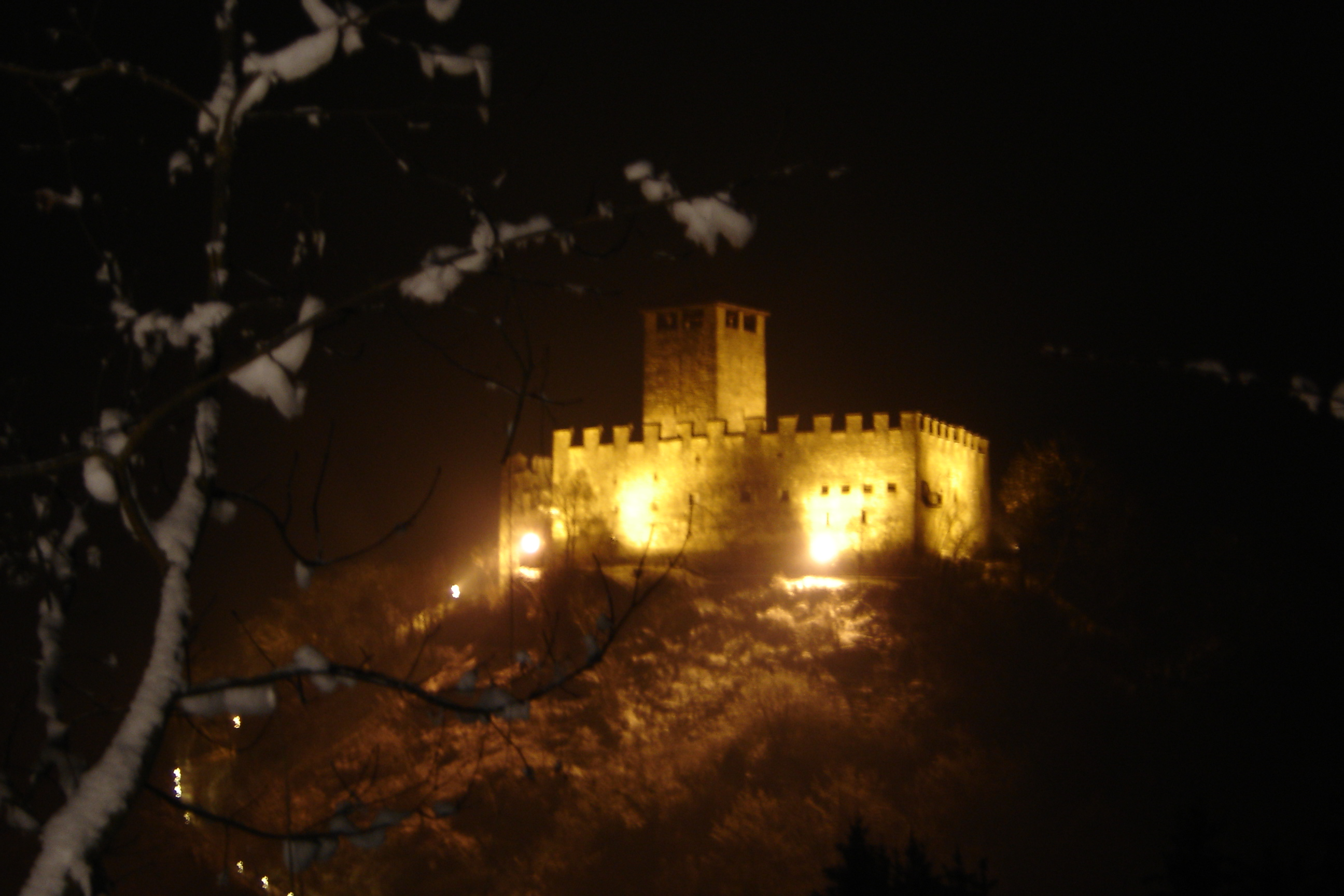
Vista notturna del castello illuminato.

Il valoroso Murcimiro, conte di Zumelle, si innamorò di Atleta, la bellissima figlia del conte Tucherio di Casteldardo, promessa sposa di Azzone, conte di Feltre. Murcimiro, travolto dal desiderio, giurò che l'avrebbe avuta anche a costo di morire. Alla testa dei suoi uomini, tese un agguato al corteo che stava conducendo Atleta a Feltre: durante il terribile scontro, il conte uccise Orleo, fratello della sposa, e rapì quest'ultima, conducendola nel suo castello.
Accecato dall'odio per la morte del figlio, Tucherio mosse il suo esercito contro il castello di Zumelle, le cui difese erano state nel frattempo potenziate. Non riuscendo a far uscire Murcimiro, devastò i vicini paesi di Tiago e di Villa, poi tornò a Casteldardo, inseguito dagli uomini del nemico.
Qualche tempo dopo, Tucherio tentò un nuovo assedio, ma la fortezza resistette.

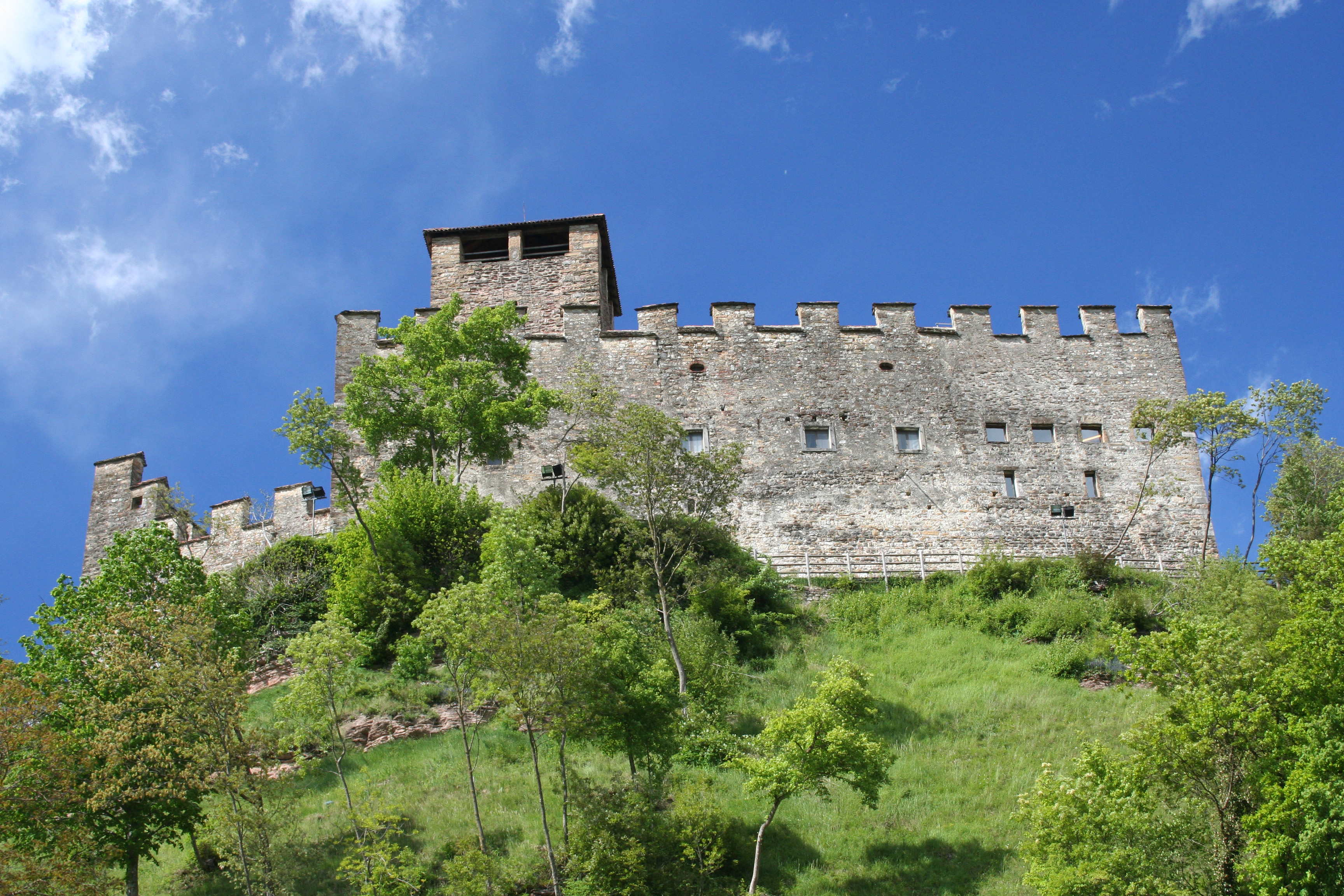
Il castello visto dal basso

Frattanto, Atleta aveva sposato Murcimiro e gli aveva dato un figlio: Adelardo. Lo zumellese sperava che il lieto evento potesse placare l'animo di Tucherio. In effetti, seguì un periodo di quiete e Murcimiro abbassò le difese, congedando molti dei suoi uomini. Era però una trappola: consigliato da un ex soldato di Zumelle, dopo tre anni Tucherio attaccò il castello e lo devastò senza difficoltà, uccise lui stesso Murcimiro e successivamente incendiò la fortezza. Atleta fu ricondotta a Casteldardo con il figlio, poi fu data in sposa ad Azzone.

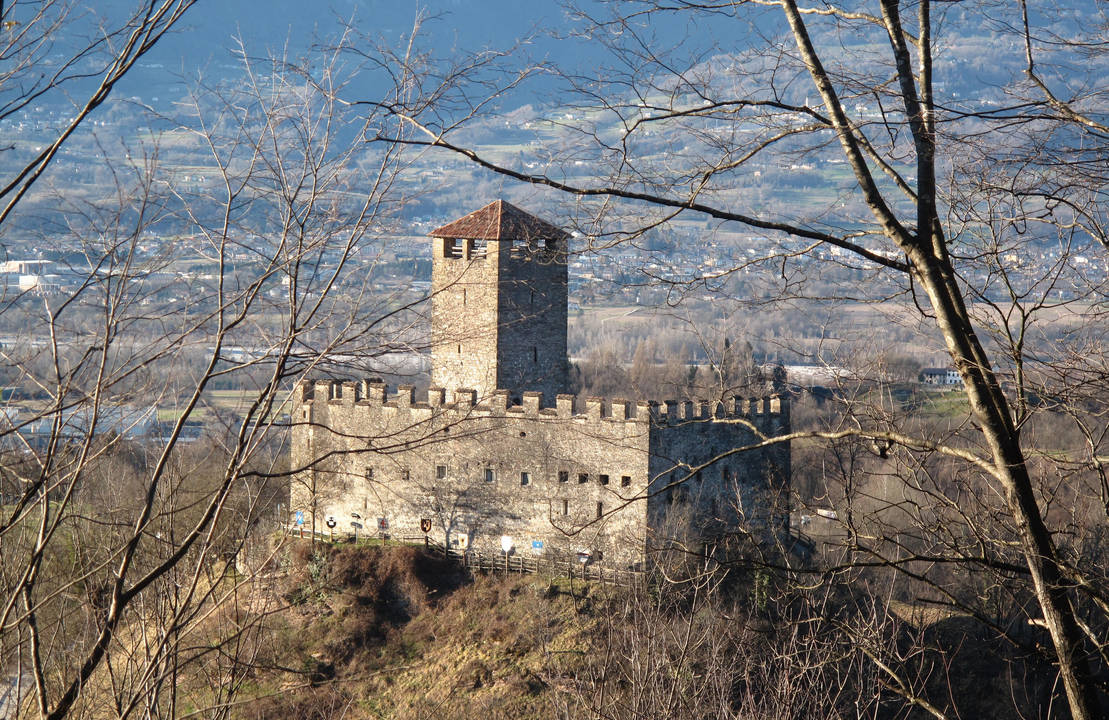
Il castello visto da sud

A lungo gli Zumellesi discussero su come risollevare le sorti della contea. Alla fine decisero di nominare conte l'erede diretto di Murcimiro, Adelardo, e di restaurare il castello. Fu dunque inviata un'ambasceria a Tucherio, che accettò le richieste degli Zumellesi e, addirittura, diede loro 25 marche d'argento per finanziare il castello. Riportò quindi il piccolo Adelardo a Zumelle, affidandolo alla tutela di Ermenfredo.
Trascorse un periodo tranquillo, finché, dopo molti anni trascorsi in Francia, giunse a Zumelle Bellerofonte, fratello di Murcimiro. Venuto a conoscenza della vicenda e desideroso di vendetta, istigò Adelardo, che ormai aveva quindici anni, ad attaccare Casteldardo e a uccidere il nonno. Poco tempo dopo, Bellerofonte morì di febbre.

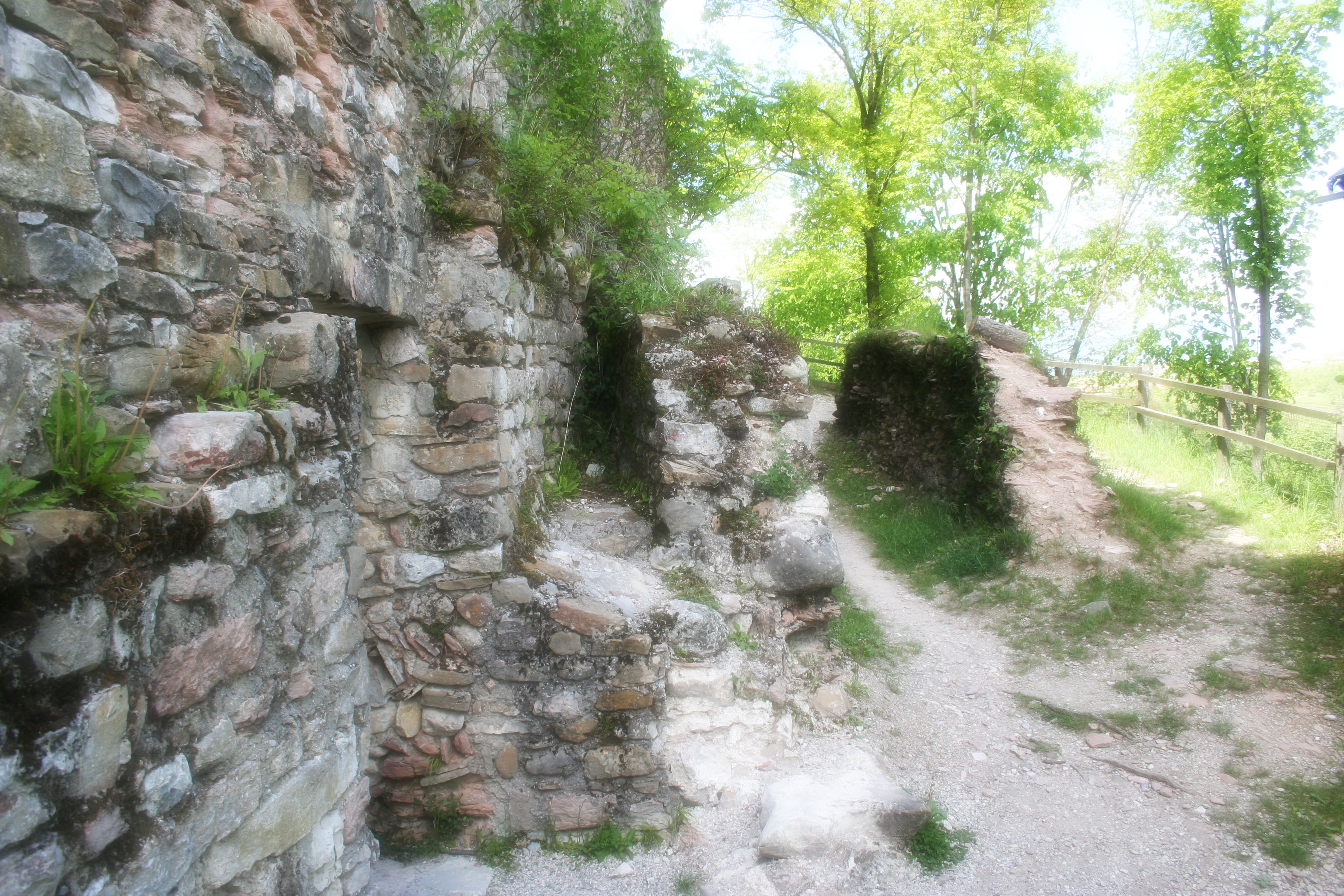
Rovine di una parte del castello

Azzone, che nel frattempo si era stabilito in un antico castello sul monte Garda, presso le rive del Piave, inviò Giovannino, suo figlio di primo letto, ad Adelardo, per chiedergli di restituire Casteldardo e tutto ciò che vi aveva depredato. Di conseguenza, Adelardo distrusse il castello di Azzone; qualche tempo dopo uccise quest'ultimo, sorprendendolo durante la caccia.
La morte di Azzone, personaggio di grande rilievo, provocò lo sdegno dei Feltrini e dei Bellunesi, i quali aiutarono Giovannino a riarmarsi e a muovere guerra contro Adelardo. Quest'ultimo si rivolse allora allo zio Orso, duca di Ceneda, e a suo fratello Pietro, duca del Friuli.
La situazione sarebbe precipitata se non fosse intervenuto re Astolfo, il quale decise di risolvere la disputa con un duello da tenersi a Pavia, capitale del Regno Longobardo. Vi parteciparono Giovannino e un parente di Adelardo, Ziergen Filistin, che vinse. In passato era murata su una torre del castello una lapide con su scritto ZIERGEN PHILISTIN IOANNINUM AZZONIS VICIT LAUDE DEI.

## Il castello oggi
Il castello, di proprietà del Comune di Mel, dal luglio 2014 è stato dato in gestione, tramite bando pubblico, all'Associazione toscana “Sestiere Castellare” di Pescia (PT), che si è aggiudicata la gara presentando un progetto dal titolo “Il Castello Rinasce”, per riaprire al pubblico dal 5 aprile 2015 dopo alcuni lavori di manutenzione. Il castello è diventato un parco tematico, nel quale si possono visitare il villaggio medievale, gli ambienti di rievocazione, la casa torre (al suo interno la bottega dello speziale, la camera da letto medievale, il banchetto e la cucina), lo scriptorium, la Chiesa di San Lorenzo, la zona museale, la rimessa militare e lo shop medievale.

## Chiesa di San Donato
Nei pressi del castello sorge l'antichissima chiesa di San Donato, risalente all'Alto Medioevo.
Il culto di san Donato è di origine e tradizione longobarda.
La struttura, molto particolare, è a pianta unica con tre absidi.
L'interno è spoglio: conserva un unico altare del Settecento; sulle pareti restano lacerti di affreschi gotici.
La chiesa è chiusa al pubblico per le precarie condizioni strutturali, compromesse da una continua infiltrazione d'acqua.